# El inquilino (película de 1957)
El inquilino es una película española de 1957 dirigida por José Antonio Nieves Conde.

## Sinopsis
Un matrimonio con cuatro hijos recibe la orden de desahucio, pues van a echar abajo el edificio, por lo que se ven obligados a buscar incansablemente otro sitio donde vivir, a contrarreloj, mientras el bloque se va derrumbando a su alrededor. Drama social donde se muestran, de forma valiente para la época en que está hecha la película, las penurias de las familias de clase media-baja y los problemas de vivienda en los años cincuenta, metidos de lleno en la especulación del suelo.
Después de su lanzamiento en 1958, la película fue retirada y sujeta a la censura (incluyendo el cambio en el final). Esta nueva versión se estrenó en Madrid en 1963.

## Reparto
| Intérprete              | Personaje                          |
| ----------------------- | ---------------------------------- |
| Fernando Fernán Gómez   | Evaristo González                  |
| María Rosa Salgado      | Marta                              |
| José Marco Davó         | Fulgencio                          |
| Francisco Camoiras      | Obrero solidario y ocurrente       |
| Pedro Beltrán           | Felipe                             |
| Julio Sanjuán           | Borracho                           |
| Manuel de Juan          | Tabernero                          |
| Manuel Alexandre        | Limpiabotas                        |
| Fernando Sancho         | Jiménez                            |
| Francisco Bernal        | Sereno                             |
| Félix Fernández         | Señor Madruga                      |
| José María Lado         | Don Fernando                       |
| Mercedes Muñoz Sampedro | Daniela                            |
| Lidia San Clemente      | Milagritos                         |
| Mari Carmen Alonso      | Martita                            |
| Antonio Vela            | Enriquín                           |
| Pilar Rodero            | Vecina                             |
| Jesús Narro             | Tonio                              |
| Amelia Ortas            | Criada                             |
| Manuel Flores           | Viejo de la taberna 1              |
| José María Rodríguez    | Pepín                              |
| Francisco René          | Viejo de la taberna 2              |
| Leo Anchóriz            | Inspector                          |
| Carmen Sánchez          | Sra. Colasa                        |
| Carmen Pastor           | Señora tímida                      |
| Rafael Alcántara        | Escarmentado 1                     |
| Manuel Aguilera         | Escarmentado 2                     |
| Pedro Valdivieso        | Señor tímido                       |
| Aníbal Vela             | Hombre de negocios                 |
| Mariano Ozores Francés  | Consejero delegado de Mundis       |
| Ignacio de Paúl         | Secretario de Mundis               |
| Estanislao Demowlasky   | Marcial                            |
| Juan Vázquez            | Marqués                            |
| Pepa Ruiz               | Lola                               |
| Tony Rubio              | Pepote                             |
| Antonio Martínez        | Pico                               |
| Joaquín Vidriales       | Pala                               |
| Julio Goróstegui        | Gerente de Mundis                  |
| Teófilo Palou           | Consejero                          |
| Antonio Alfonso Vidal   | Consejero                          |
| Ángel Álvarez           | Consejero                          |
| Javier Dasti            | Consejero                          |
| José Martí Orus         | Consejero                          |
| Luis Domínguez Luna     | Consejero                          |
| Antonio Aullón          | Consejero                          |
| Fernando Sala           | Consejero                          |
| Ángel Calero            | Consejero                          |
| Rodolfo del Campo       | Consejero                          |
| José Luis López Vázquez | Guía de Mundis Jauja               |
| Fernando Isaac          | Hijo de don Fernando               |
| Enrique Pelayo          | Gitano                             |
| María Teresa Vilar      | Señorita de información            |
| Laura Valenzuela        | Secretaria del sector              |
| Rafael Calvo Revilla    | Cura                               |
| Juan Cazalilla          | Aspirante a casa del difunto       |
| Francisco Gómez Delgado | Aspirante a casa del difunto       |
| Goyo Lebrero            | Aspirante a casa del difunto       |
| Víctor Merás            | Aspirante a casa del difunto       |
| Tomás Elizalde          | Aspirante a casa del difunto       |
| Manuel Soriano          | Aspirante a casa del difunto       |
| Manuel Domínguez Luna   | Aspirante a casa del difunto       |
| Carmen Porcel           | Portera                            |
| Rosa Fúster             | Criada de doña Obdulia             |
| Juana Cáceres           | Aspirante a cuarto de doña Obdulia |
| María del Valle         | Aspirante a cuarto de doña Obdulia |
| Milagros Guijarro       | Aspirante a cuarto de doña Obdulia |
| Nora Samsó              | Aspirante a cuarto de doña Obdulia |
| Eloísa Muro             | Doña Obdulia                       |
| Erasmo Pascual          | Prestamista                        |
| Mario Moreno            | Chabolista                         |
| Amalia Ariño            | Aspirante a cuarto de doña Obdulia |
| Florinda Chico          | Aspirante a cuarto de doña Obdulia |
| Carlos Lucas            | Figurante                          |